# Tulia Ciámpoli

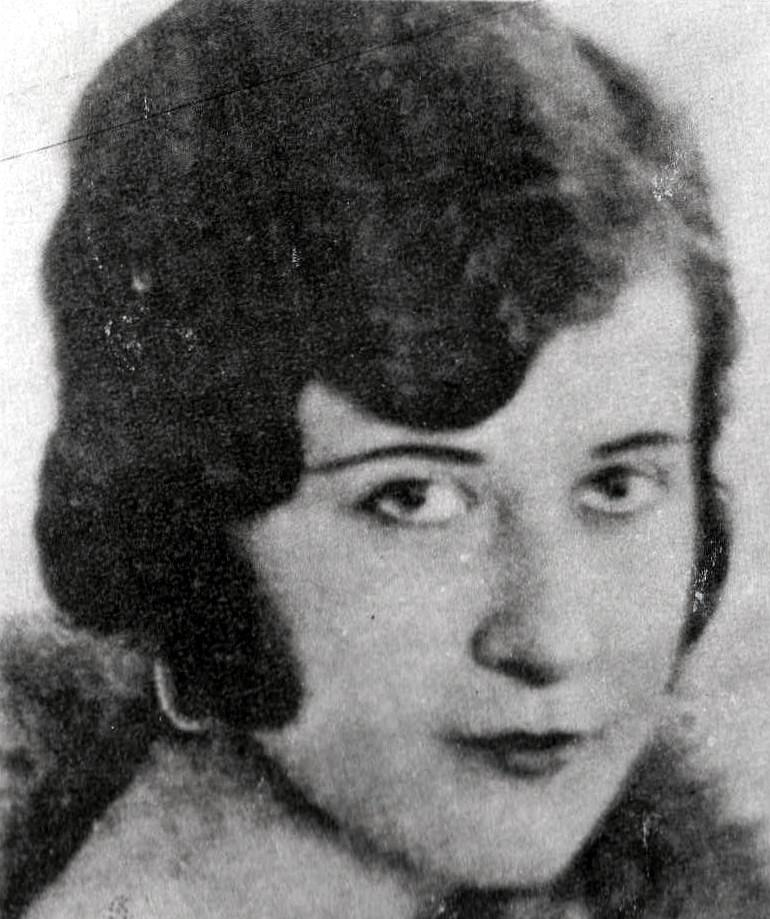
Tulia Ciámpoli, 1928.

Tulia Ciámpoli (geboren am 7. Januar 1915 in Córdoba, Argentinien; gestorben am 2. Dezember 1981 in Buenos Aires, Argentinien) war eine argentinische Filmschauspielerin, Tänzerin und Violinistin.

## Leben
Ihre Eltern waren Francisco Ciámpoli und Tulia Dagna Fierro Zamudio.
1928 wurde sie vom argentinischen Präsidenten Marcelo T. de Alvear und seiner Frau Regina Pacini zur ersten Miss Argentina gekürt. Ihr Filmdebüt gab sie 1934 im Film Galería de esperanzas. Sie starb am 2. Dezember 1981.

## Filmografie
- 1934: Galería de esperanzas
- 1934: Bajo la Santa Federación
- 1935: Internado
- 1938: El cabo Rivero
- 1938: Las de Barranco
- 1939: Cándida